# Autoestrada A43
Die Autoestrada A43 ist eine Autobahn in Portugal. Die Autobahn soll in Porto beginnen und in Aguiar de Sousa enden, bisher fertiggestellt ist jedoch nur die Umfahrung von Gondomar.

## Größere Städte an der Autobahn
- Porto
- Gondomar
- Aguiar de Sousa